# Ins
Ins (tiếng Pháp: Anet) là một đô thị ở huyện Erlach trong bang Berne ở Thụy Sĩ. Đô thị này có diện tích 23,9 km², dân số năm 2005 là 2927 người. Ngôn ngữ chính thức là tiếng Đức với 82,9% dân số sử dụng.